# Cista

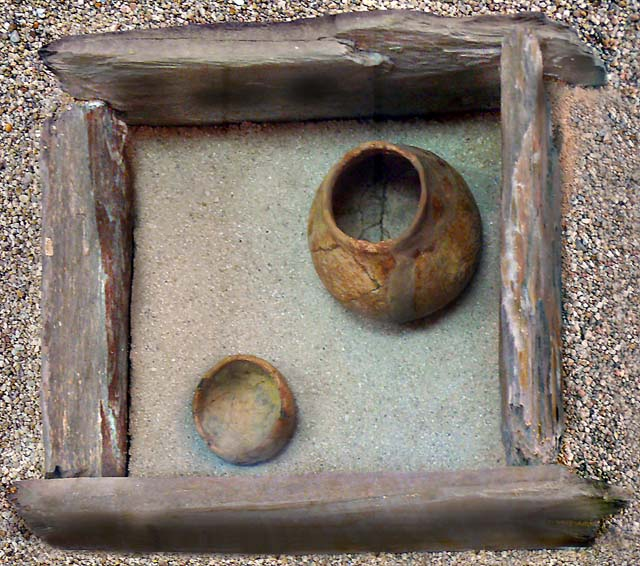
Cista com cerâmicas

Uma cista é um monumento de tradição megalítica funerário. Basicamente é formada por quatro lajes, colocadas verticalmente formando um retângulo. Sobre elas costumava ser colocada outra pedra horizontal a jeito de tampa. No interior eram colocados os restos mortuários.
Por vezes é difícil determinar se um monumento é um dólmen pequeno ou uma cista. O critério acostumado em tais casos é o tamanho: geralmente é considerada cista quando a sua superfície não supera o metro quadrado.
As cistas aparecem, maiormente, associadas a outras formações megalíticas, por exemplo, no centro de túmulos (o que às vezes origina discussão sobre se é dólmen ou cista), no centro dum cromeleque (rodeando as cinzas mortuárias), no interior de covas sepulcrais, etc. Em geral a sua conservação é má, e acostuma faltar a tampa e mesmo alguma das lajes laterais.